# Draco fimbriatus
Draco fimbriatus är en ödleart som beskrevs av  Heinrich Kuhl 1820. Draco fimbriatus ingår i släktet flygdrakar, och familjen agamer. Inga underarter finns listade i Catalogue of Life.